# モーリス・クロスビー (初代ブランデン男爵)
初代ブランデン男爵モーリス・クロスビー（英語: Maurice Crosbie, 1st Baron Branden、1688年頃 – 1762年1月13日）は、アイルランド王国の貴族、政治家。

## 生涯
デイヴィッド・クロスビー（David Crosbie、1717年没）とジェーン・ハミルトン（Jane Hamilton、ウィリアム・ハミルトンの娘）の息子として生まれた。
1712年2月6日に騎士爵に叙された後、1713年にケリー選挙区でアイルランド庶民院議員に当選、以降1758年まで議員を務めた。1758年9月16日、アイルランド貴族であるケリー県のブランデン男爵に叙された。
1762年1月13日に死去、アルドファートで埋葬された。息子ウィリアムが爵位を継承した。

## 家族
1712年12月、エリザベス・アン・フィッツモーリス（Elizabeth Anne Fitzmaurice、1757年12月17日没、初代ケリー伯爵トマス・フィッツモーリスの娘）と結婚した。
- ウィリアム（1716年 – 1781年） - 第2代ブランデン男爵、後に初代グランドア伯爵に叙爵。子供あり
- モーリス（1733年頃 – 1809年以降） - リメリック＝アルドフェルト首席司祭（英語版）。第4代ブランデン男爵ウィリアム・クロスビーの父
- ジェーン - トマス・マオン（Thomas Mahon、1782年没）と結婚、子供あり。初代ハートランド男爵モーリス・マオンの母[2]